# Turó d'en Trompa
El Turó d'en Trompa és una muntanya de 175 metres que es troba entre els municipis de Blanes i de Lloret de Mar, a la comarca de la Selva.